# Радоші (Метлика)
Радоші (словен. Radoši) — поселення в общині Метлика, регіон Південно-Східна Словенія, Словенія.